# 黄亚胜案
黄亚胜案是1810年广州发生的一起行凶杀人案，虽然这起案件只是因为嫖娼争端引起，却因为牵扯方面众多，成为了影响中英商贸、外交关系、涉外法权的重要案例。死者黄亚胜（英語：Hwang Ya Shing），又作黄阿胜（英語：Hwang Ah Shing）本是鞋铺工人，受到一位英国水手雇佣为其寻找妓女，因后者怀疑黄亚胜私吞钱财，在1810年1月16日（嘉庆十四年十二月十二日）深夜遭到杀害。黄亚胜死后其父报官，南海县查验认为凶手系英国人，因此严谕十三行保商严谕英国东印度公司广州商馆首席喇佛（John William Roberts）交出凶手，并将此案上报，粤海关随机宣布拒绝发给英国商船离港红牌。由于英国商船为帆船，必须在每年3月前季风变向之前返航，因此对此极为不满。由于中国方面除了口供之外没有直接证明英国水手罪行的确凿证据，因此英国人不愿意承担罪名，并且劃去官府提出“交出凶手”的要求；而十三行商人在转交禀帖的时候为了尽快了事却将此项重新加入，导致广州官府认为英国人已经同意了其请求，并在3月1日为英国商船放行。随后官府从新证人获知凶手名叫晏哆呢（Anthony）、唩啉（William）、咟叻喇（Paul），勒令喇佛交出三人。喇佛认为自己并没有承诺过交出凶手，并且一方面这三个名字同名者甚多，另一方面英国水手早就随船离开广州，因此官府又以拒绝交出凶手为理由拒绝英国商船在1811年离港。最后广州官府同意由英国方面审判并找出凶手，喇佛也在1811年2月10日启航回国，但英国方面始终没有带回凶手，而是由十三行商人贿赂官府后不了了之。